# Brahmaputra
Brahmaputra (hindsky ब्रह्मपुत्र, ásámsky ব্ৰহ্মপুত্ৰ, bengálsky ব্রহ্মপুত্র, tibetsky ཡར་ཀླུང་གཙང་པོ།, Jarlung Cangpo, Wylie: Yar klung gTsang po, čínsky 雅鲁藏布, v sanskrtu ब्रह्मपुत्र brahma-putra znamená syn boha Brahmy) je řeka v ČLR (v Tibetské autonomní oblasti), Indii (státy Arunáčalpradéš, Ásám) a Bangladéši. V Tibetu se řeka nazývá Jarlung Cangpo, případně jen Jarlung či Cangpo; v oblasti, kde protíná Himálaj, se jí říká Dihang a v Bangladéši se jedno její rameno nazývá Džamuna. Co se týká průtoku, tak dohromady s Gangou zaujímá třetí místo na světě po Amazonce a Kongu. Je 2 900 km dlouhá. Povodí má rozlohu 935 000 km². Včetně Gangy má povodí rozlohu 2 055 000 km².

## Průběh toku

### Horní tok
Zdrojnicemi Brahmaputry je několik řek, které stékají ze severních svahů Himálaje a jižních svahů hřbetu Kailás. Do jednoho koryta se slévají v oblasti vesnice Ombu (nadmořská výška okolo 4 860 m). Odtud teče východním směrem v délce více než 1 100 km paralelně s Himálajem po dně dlouhého údolí šířkového směru. Přijímá mnoho přítoků, které jsou napájeny především tajícími vodami z okolních velehor. Sklon osy tohoto dlouhého údolí není velký a proto zde řeka teče převážně pokojně a je v těchto místech splavná pro místní lodní dopravu.

### Střední tok
Pod ústím přítoku Džamdy na úrovni 95° východní délky řeka protíná výběžky hřbetu Tangla a Ásámského Himálaje hlubokými soutěskami. Divoký tok, vytváří mnohé peřeje a v některých místech se řítí dolů kaskádami bystřin a nevysokých vodopádů. Na tomto úseku se v délce 400 km nazývá Dihang a prudce zde klesá z tibetské náhorní plošiny do údolí východoindického Ásámu. V oblasti indické vesnice Pasighat vtéká do Ganžské roviny (východní část Indoganžské roviny) a teče podél jižního úpatí Himálaje. Představuje zde významnou vodní tepnu, která pokojně plyne po dně široké doliny v nestálém korytě.

### Dolní tok
Na území Bangladéše se řeka rozděluje do ramen a kanálů. Vytváří zde velké množství ostrovů. Největším z nich je Madžuli, který je 70 km dlouhý a 15 km široký. Na úrovni 90° východní délky vytváří poslední velký zákrut. Obrací se jižním směrem a stéká se s Gangou asi 60 km na západ od Dháky. Společné koryto obou řek ústí do Bengálského zálivu estuárem.[zdroj?] Delta Gangy a Brahmaputry (Džamuny) se také nazývá Bengálská delta. Toto území má rozlohu asi 80 000 km² a má velmi složitou skladbu.

### Významné přítoky
Nejvýznamnější přítoky jsou zleva Nau, Čorta-Tsangpo, Paga-Tsangpo, Kjičhu, Džamda, Luhit a Kapili; zprava je to Njangču, Subansiri, Kameng, Mánas a Tista.

## Vodní stav

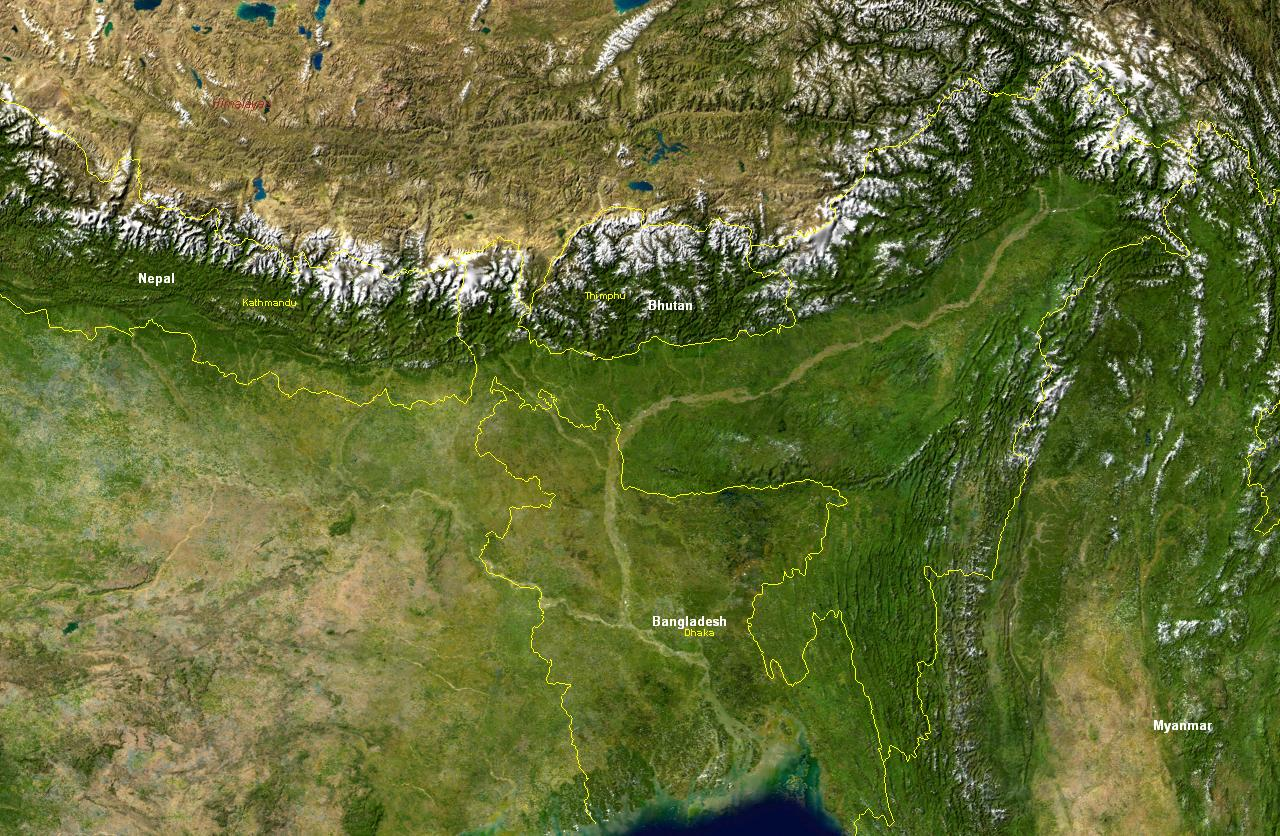
Satelitní snímek povodí Brahmaputry

Vodnost řeky v zimě prudce klesá, poté zase roste na začátku tání sněhu na jaře, prudce se zvyšuje v létě v důsledku tání sněhových polí a ledovců na horách a vydatných srážek způsobených monzunovými dešti v Ganžské rovině a v Himálaji. Průměrný roční průtok je 12 000 m³/s. V létě při nejvyšším stavu vody přesahuje 15 000 m³/s a v zimě klesá na 4 000 m³/s. Vzestupy úrovně hladiny na dolním toku dosahují 10 až 12 m a nezřídka jsou doprovázeny povodněmi.

## Využití
Voda z řeky se široce využívá k zavlažování. Brahmaputra je splavná do vzdálenosti 1 290 km od ústí. V Tibetu je místní lodní spojení na člunech. Na části řeky, který se nazývá Dihang, není vodní doprava možná. Hydroenergetické zdroje řeky jsou obrovské, zvláště v místě, kde protíná Himálaj, ale jsou minimálně využívané. V jejím povodí se nachází hydroelektrárna Kvítek světla, která byla vybudována v roce 1957 pro zásobování hlavního města Tibetu Lhasy vodou. Největší města na řece jsou Žigace (Čína), Dibrugarh, Tezpur, Guváhátí, Dhuburi (Indie). Čína plánuje na horním toku spustit novou elektrárnu o výkonu 60 GW v roce 2025.